# 카아
카아는 이집트 제1왕조의 마지막 파라오이다. 호루스 이름은 "그의 팔을 들어올렸다"는 뜻의 카아이다.
마네토의 연대기에 따르면 카아는 연대기상 제1왕조의 마지막 파라오이자 26년을 다스린 비에네케스여야 하지만, 클레이턴은 카아와 비에네케스가 동일한 인물이 아니라고 주장한다.
루브르 박물관에 있는 카아의 석회암 묘석을 보면, 카아는 상이집트의 상징적인 백관을 쓰고, 호루스의 포옹을 받고 있다.
아비도스에 있는 무덤이 카아의 무덤으로 알려져 있는데, 크기도 선왕에 미치지 못하며, 순장묘도 26기밖에 발견되지 않았다. 카아를 끝으로 이집트 제1왕조는 막을 내리고 이집트 제2왕조가 시작된다.

## 같이 보기
- 파라오 목록

## 참고 문헌
- 피터 클레이턴(Peter Clayton) 저, 정영목 역, 《파라오의 역사》, 까치글방, 2004

| 전임 세메르케트 | 제8대 이집트 제1왕조의 파라오 26년? | 후임 헤텝세켐위 |